# 2.º distrito congresional de Texas
El 2.º distrito congresional es un distrito congresional que elige a un Representante para la Cámara de Representantes de los Estados Unidos por el estado de Texas.  Según la Oficina del Censo, en 2011 el distrito tenía una población de 767 772 habitantes. Actualmente el distrito está representado por el Republicano Dan Crenshaw.

## Geografía
El 2.º distrito congresional se encuentra ubicado en las coordenadas 30°2′51″N 95°10′42″O / 30.04750, -95.17833.

## Demografía
Según la Oficina del Censo de los Estados Unidos, en 2011 había 767 772 personas residiendo en el 2.º distrito congresional. De los 767 772 habitantes, el distrito estaba compuesto por 517 254 (67.4%) blancos; de esos, 504 686 (65.7%) eran blancos no latinos o hispanos. Además 166 608 (21.7%) eran afroamericanos o negros, 3 244 (0.4%) eran nativos de Alaska o amerindios, 26 243 (3.4%) eran asiáticos, 1 440 (0.2%) eran nativos de Hawái o isleños del Pacífico, 50 741 (6.6%) eran de otras razas y 14 810 (1.9%) pertenecían a dos o más razas. Del total de la población 166 430 (21.7%) eran hispanos o latinos de cualquier raza; 130 327 (17%) eran de ascendencia mexicana, 3 865 (0.5%) puertorriqueña y 1 505 (0.2%) cubana. Además del inglés, 3 564 (17.2%) personas mayor a cinco años de edad hablaban español perfectamente.
El número total de hogares en el distrito era de 267 119, y el 72.5% eran familias en la cual el 35.3 tenían menores de 18 años de edad viviendo con ellos. De todas las familias viviendo en el distrito, solamente el 52.9% eran matrimonios. Del total de hogares en el distrito, el 4.3 eran parejas que no estaban casadas, mientras que el 0.5% eran parejas del mismo sexo. El promedio de personas por hogar era de 2.78. 
En 2011 los ingresos medios por hogar en el distrito congresional eran de US$55 812, y los ingresos medios por familia eran de US$85 499. Los hogares que no formaban una familia tenían unos ingresos de US$76 668. El salario promedio de tiempo completo para los hombres era de US$50 953 frente a los US$37 659 para las mujeres. La renta per cápita para el distrito era de US$27 220. Alrededor del 11.3% de la población estaban por debajo del umbral de pobreza.